# Horminum pyrenaicum
Genre
Espèce
Classification phylogénétique
Synonymes
Pour le genre :
- Horminium[2]
- Pasina Adans.[2]

Pour l’espèce :
- Melissa pyrenaica (L.) Scop.[2]

Horminum pyrenaicum, l'Horminelle des Pyrénées, est une espèce de plantes à fleurs de la famille des Lamiaceae, la seule du genre Horminum. C'est une plante herbacée vivace originaire d'Europe.

## Description
Horminum pyrenaicum atteint 30 cm de haut, ses tiges carrées sont garnies de poils courts. Ses feuilles basales gaufrées forment des rosettes. Ses fleurs bleu-violet à pourpre foncé, longues de 1,5 à 2 cm, aux 4 étamines saillantes, s'épanouissent sur des tiges bien dégagées et la floraison a lieu de juin à août.

## Distribution
Horminum pyrenaicum vit en Europe occidentale dans les Pyrénées et dans les Alpes (où elle est très rare dans les Alpes maritimes).

## Habitat
Sur sols calcaires : pelouses et landes sèches, éboulis fins, entre 1 000 et 2 000 m d'altitude.

## Galerie

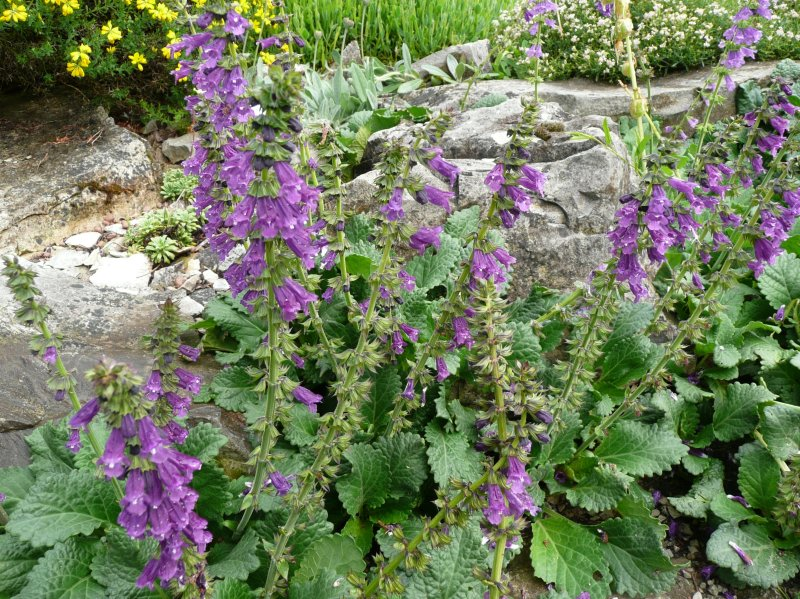
Vue générale.
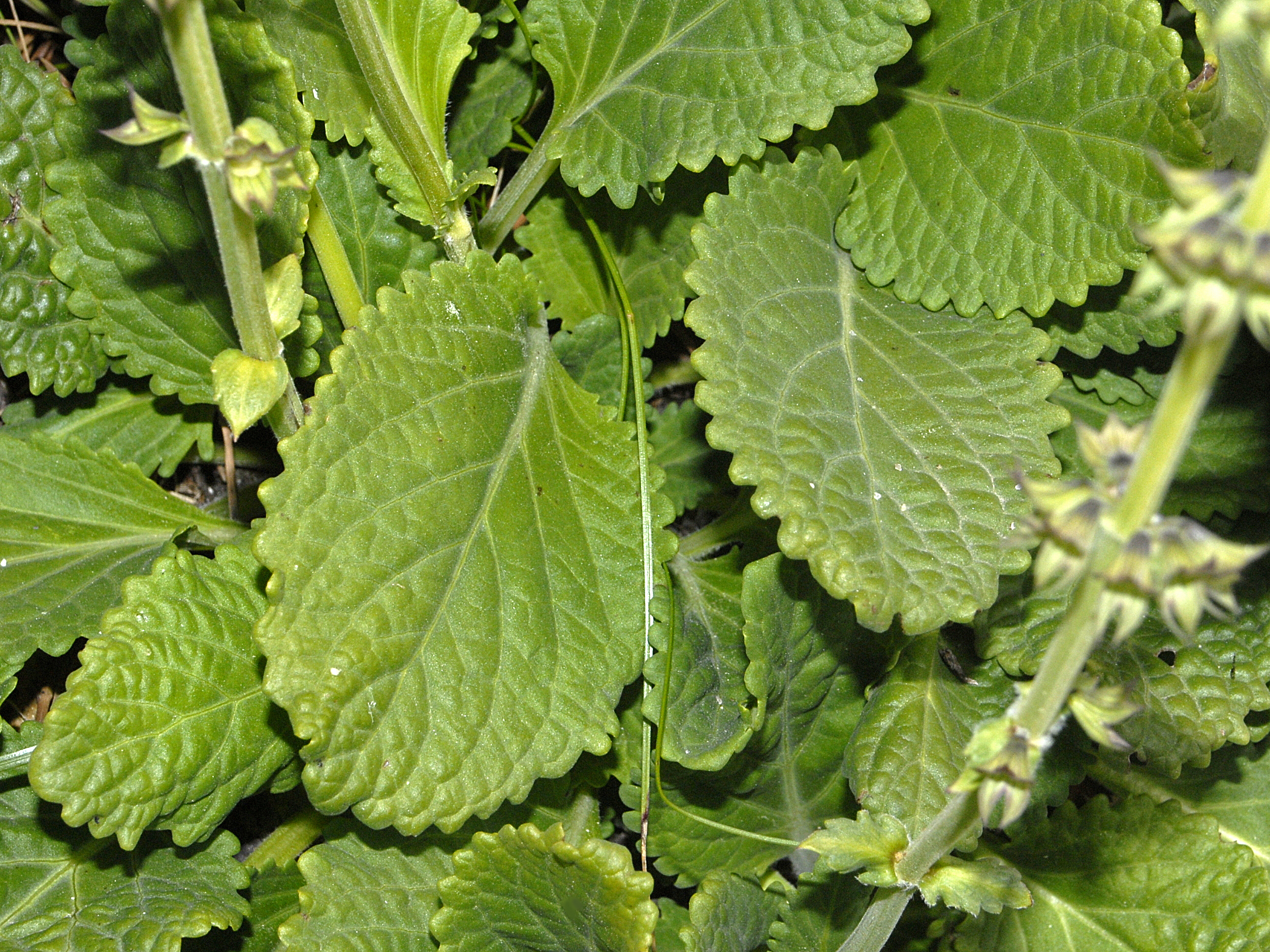
Feuilles basales.
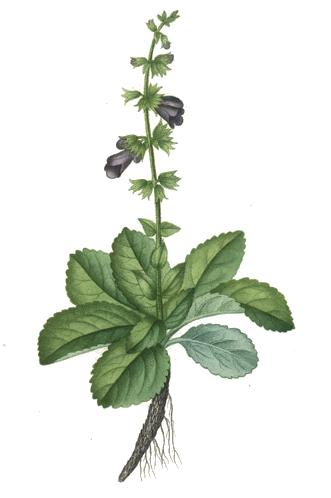
Illustration de "La flore et la pomone françaises" par Jean Henri Jaume Saint-Hilaire, 1828-1833.
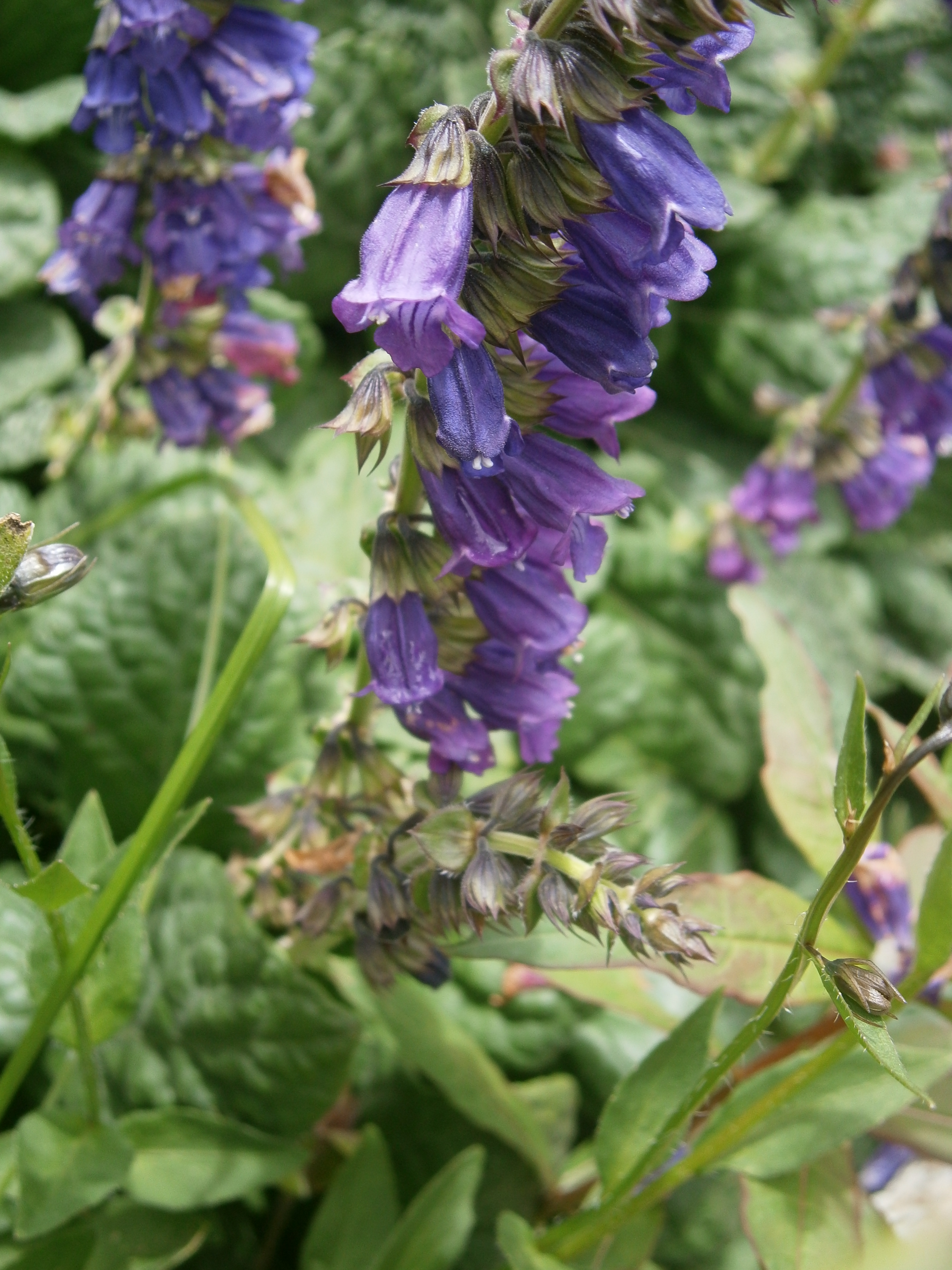
Fleurs.